# نبرد اوکیناوا
نبرد اوکیناوا، با نام رمز عملیات آیسبرگ که در جزایر ریوکیو تحت سلطهٔ ژاپن در اوکیناوا صورت گرفت بزرگ‌ترین عملیات آبی خاکی انجام شده در جنگ اقیانوس آرام در جنگ جهانی دوم بود که از اواخر مارس تا ژوئن ۱۹۴۵ به مدت ۸۲ روز ادامه داشت.
این نبرد در انگلیسی به نام طوفان فولادی هم شناخته می‌شود و همچنین تتسو نو آمه (به لاتین: tetsu no ame) به معنی باران فولاد یا تتشو نو بوفو به معنی تندباد فولاد در زبان ژاپنی. این اسامی به خشونت نبرد، سنگینی آتش متبادل شده و تعداد فراوان کشتی‌ها و خودروهای زرهی شرکت‌کننده در حمله از سوی متفقین اشاره دارد. اوکیناوا جمعیتی زیاد داشت که بالغ بر ۱۵۰٬۰۰۰ نفر آن‌ها در زمان نبرد کشته شدند.
متفقین قصد استفاده از اوکیناوا به عنوان سکویی برای اجرای عملیات سقوط داشتند که پس از بمباران هسته‌ای هیروشیما و ناکازاکی در اوت ۱۹۴۵ و اعلان جنگ اتحاد جماهیر شوروی به ژاپن این کشور تسلیم شد و جنگ جهانی دوم به پایان رسید.

## تدارکات ژاپنی‌ها
ژنرال میتسورو اوشیجیما با درک این نکته که هرگز نمی‌تواند از کل جزیره دفاع کند دفاع خود را در اطراف پایتخت تاریخی قلعه شوری متعلق به دوران وسطای پادشاهی ریوکیو و اطراف شیبدار آن مستقر ساخت. این کار برای ژاپنی‌ها خطوط دفاعی مستحکمی ایجاد کرد که فقط از طریق دریا قابل حمله بود.
برای اولین بار در نبرد اقیانوس آرام ژاپنی‌ها زمان کافی برای حفر و ساخت استحکامات پیچیده آنگونه که در ایوو جیما انجام دادند و همچنین تعداد زیادی توپخانه و ادوات زرهی در در اختیار داشتند. این مقدار زیاد ادوات و همچنین تجربه ۳ سال نبرد با امریکایی‌ها به ژاپنی‌ها این اطمینان را می‌داد که استحکامات اوکیناوا دشوارترین مانعی خواهد بود که امریکایی‌ها تاکنون در جنگ با آن روبرو شده‌اند. اوشیجیمیا بر این نکته واقف بود که توانایی متوقف کردن متفقین را ندارد ولی می‌خواست در ازای هر یارد پیشروی تلفاتی سنگین بر آن‌ها وارد کند. غارهای بسیاری توپخانه‌های سنگینی را که بر روی ریل حرکت می‌کردند و پس از شلیک به داخل بازمی‌گشتند را پنهان می‌کردند.

## شروع نبرد
عملیات فرود آمریکایی‌ها به وسیلهٔ سپهبد سایمن بولیوار بوکنر فرماندهی می‌شد که به دو بخش تقسیم می‌شد: لشکر سوم آبی-خاکی (به انگلیسی: III Amphibious Corps) تحت فرمان سرلشکر گیجر (به انگلیسی: Geiger)مشتمل بر دسته‌های اول و ششم تفنگداران دریایی و همچنین دسته ۲۴ تحت فرمان سرلشکر جان آر هاج که مشتمل بر دسته‌های پیاده‌نظام ۷ و ۹۶ بود.

دسته دوم تفنگداران دریایی هم بر روی شناورها به عنوان نیروی ذخیره پیش‌بینی شده بود، لشکر دهم هم دسته ۲۷ ام را که به عنوان پادگان کنار گذاشته شده بود و دسته ۷۷ پیاده را کنترل می‌کرد. به‌طورکلی ارتش دهم شامل ۱۰۲۰۰۰ نفر از ارتش، ۸۸۰۰۰ نفر از تفنگداران دریایی و ۱۸۰۰۰ نفر از کارکنان نیروی دریایی بود.
نیروی موجود بر روی زمین ژاپنی‌ها که عمدتاً دفاعی بود به تعداد ۷۷۰۰۰ نفر از ارتش سی و دوم ژاپن بود. این نیروها در ابتدا از دسته‌های نهم، بیست و چهارم، شصت و دوم و نیروهای مستقل چهل و چهارم تشکیل می‌شد. مقاومت اولیه قرار بود در جنوب به وسیلهٔ سپهبد میتسورو اوشیجی، دستیار او سپهبد ایساموچو. سرهنگ هیرومیچی یاهارا فرماندهی شود. در شمال سرهنگ تاکهیدو اودو فرمانده بود.

## دریا

### نیروی دریایی ایالات متحده
نیروی دریایی آمریکا بخش اعظم کشتی‌ها و هواپیماهای دخیل در عملیات را تأمین می‌کرد. بیشتر جنگنده‌ها و بمب‌افکن‌های شیرجه‌رو و هواپیماهای ضربتی هواپیماهای ناوپایه آمریکایی بودند.
ژاپنی‌ها از زمان نبرد خلیج لیته از تاکتیک‌های کامیکازه استفاده کرده بود اما برای اولین بار این تاکتیک بخش اعظم دفاع را تشکیل می‌داد.
بین فرود آمریکایی‌ها از روز یکشنبه عید پاک تا ۲۵ می هفت حملهٔ وسیع کامیکازه صورت گرفت که شامل بیش از ۱۵۰۰ هواپیما بود. حداقل بیست کشتی آمریکایی غرق شدند و ۲۵ فروند دیگر صدمه دیدند. نیروی کلی ناوگان متفقین ۱۳۰۰ کشتی بود که شامل ۴۰ هواپیمابر، ۱۸ نبردناو و ۲۰۰ ناوشکن بود.

### مشترک‌المنافع بریتانیا
با وجود اینکه نیروی زمینی متفقین کاملاً از نیروهای آمریکایی تشکیل شده بود، ناوگان اقیانوس آرام بریتانیایی حدود ۲۰ درصد از پوشش هوایی ناوگان را تأمین نمود. این‌ها از کشتی‌ها و پرسنل بریتانیایی، کانادائی، نیوزیلندی و استرالیایی تشکیل شده بود. مأموریت آن‌ها از کار انداختن فرودگاه‌های موجود در جزایر ساکیشیما بود.

## نبرد دریایی
مأموریت از کار اندازی فرودگاه‌های ژاپنی در جزایر ساکیشیما به عهده ناوگان اقیانوس آرام بریتانیا گذاشته شده بود که این مأموریت بین ۲۶ مارس تا ۱۰ آوریل با موفقیت انجام شد. در دهم آوریل توجه آن‌ها به فرودگاه‌های شمال فورموسا جلب شد. نیروها در ۲۳ آوریل تا خلیج سن پدرو عقب‌نشینی کردند. با وجود اینکه این اتفاقات برای نیروی دریایی آمریکا امر عادی بود ولی برای نیروی دریایی بریتانیا این طولانی‌ترین زمانی بود که نیرویی بریتانیایی در این وسعت در دریا انجام وظیفه می‌کرد.
از چهارم می‌ناوگان بریتانیا به نبرد بازگشت، و در ادامه فتح فرودگاه‌ها به بمباران مواضع دشمن از طریق ناوها و هواپیماها پرداخت. چندین حمله کامیکازه باعث صدمات زیادی شد ولی زره‌پوش کردن عرشه‌های پرواز باعث شد که وقفهٔ چندانی در کار بریتانیایی‌ها پیش نیاید.
در نبرد ۲ ماهه اوکیناوا ژاپنی‌ها ۱۹۰۰ مأموریت کامیکازه انجام دادند که باعث غرق ده‌ها فروند از کشتی‌های متفقین و کشته شدن بیش از ۵۰۰۰ ملوان آمریکایی شد.

## عملیات تن-گو
این عملیات دراماتیک‌ترین نبرد دریایی دوراز اوکیناوا توصیف شده است، شناورهای ژاپنی به رهبری نبردناو یاماتو در یک حمله انتحاری شرکت کردند. نبرد ناو یاماتو و شناورها مدت کوتاهی پس از ترک آب‌های ژاپن درگیر نبرد شدند.
در ۷ آوریل ۱۹۴۵ نبردناو یاماتو بزرگ‌ترین نبردناو جهان، در فاصله بسیار زیاد از ساحل اوکیناوا جایی که قرار بود یاماتو خود را به آنجا رسانده و پس از لنگرگیری کنار ساحل به وسیلهٔ توپ‌ها و پرسنلش از ساحل دفاع کند بر اثر حمله بیش از ۳۰۰ هواپیمای ناوپایه در طول دو روز غرق شد. به هواپیماهای اژدر افکن آمریکایی آموزش داده شده بود که همه اژدرهایشان را به یک طرف ناو شلیک کنند تا از متعادل کردن مؤثر ناو با پر کردن مخازن آن جلوگیری کنند و ترجیحاً عقب یا جلوی کشتی را که احتمالاً زره ضعیفتری داشتند را هدف قرار دهند. یک رزم‌ناو هم که جزو نیروهای پوششی یاماتو بود غرق شد. بعد از این اتفاق نیروی دریایی ژاپن عملیات‌ها را متوقف کرد و در ادامه جنگ شرکت نکرد.

## نبرد زمینی
نبردهای زمینی در روز ۲۶ مارس ۱۹۴۵ آغاز شد و ۸۷ روز به طول انجامید.
اولین امریکایی‌هایی که به ساحل رسیدند سربازان بخش ۷۷ ام پیاده بودند که در تاریخ ۲۶ مارس ۱۹۴۵ در جزایر کراما در ۱۵ مایلی غرب اوکیناوا پا به ساحل گذاشتند. در ادامه کشتی‌های کمکی هم از راه رسیدند و جزیره در طول ۵ روز از نیروهای دشمن پاکسازی شد. در عملیاتهای مقدماتی بخش ۷۷ ام پیاده دچار تلفات ۳۱ کشته و ۸۱ زخمی شد در حالیکه تعداد کشته‌ها و اسرای ژاپنی از ۶۵۰ نفر هم فراتر می‌رفت. این عملیات امنیت لازم برای لنگرگیری کشتی‌ها را فراهم می‌ساخت و همچنین تهدید قایق‌های انتحاری را هم از بین می‌برد.

## دزموند داس
- دزموند داس (۷ فوریهٔ ۱۹۱۹ –۲۳ مارس ۲۰۰۶) سرجوخه‌ای در نیروی زمینی ایالات متحده آمریکا بود که به عنوان بهیار یک گروهان پیاده در جنگ جهانی دوم فعالیت می‌کرد. او پس از درخشش در نبرد اوکیناوا، اولین و تنها مخالف جنگی شد که موفق به دریافت مدال‌های افتخاری برای کارهایی فراتر از انجام وظیفه در طول جنگ گردیده است. او باور بر این داشت که انسان نباید انسان دیگری را بکشد بر همین عقیده بود که سربازان و فرماندهان او را مسخره می‌کردند. او در طول خدمت در دوران جنگ توانست جان ۷۵سرباز را در میدان جنگ نجات دهد.